# Michel Roger
Pour les personnes ayant le même patronyme, voir Roger.
Michel Roger, né le 9 mars 1949 à Poitiers, est un haut fonctionnaire français. Il est ministre d'État de la principauté de Monaco du 29 mars 2010 au  16 décembre 2015.

## Biographie

### Famille
Michel Roger est le fils du juge Pierre Roger connu pour son rôle dans l'affaire judiciaire Marie Besnard.

### Formation
Michel Roger est élève au lycée Alain-Fournier de Bourges et au lycée Henri-IV de Poitiers. Il est diplômé d’études spécialisées de droit privé et de sciences criminelles à l'université de Poitiers. Il est également lauréat des facultés de droit, titulaire d’un doctorat d’État de droit et d’une habilitation à diriger des recherches (HDR) à l'université de Poitiers.

### Débuts professionnels
Michel Roger commence sa carrière professionnelle en 1970 en tant qu'avocat mais il ne pratique cette profession que durant trois ans, préférant se tourner vers une carrière de fonctionnaire. En 1975, il entre au Ministère de la Justice, puis l'année suivante, il est muté au cabinet du ministre du Plan et de l'aménagement du territoire, Jean Lecanuet.
En 1981, il occupe en parallèle de ses fonctions le poste de  maître de conférences à l’université de Poitiers. En 1984, Michel Roger devient directeur de l’école du Centre-Ouest des avocats et de l’Institut d‘études judiciaires de la faculté de droit de Poitiers.

### Vie publique: Jeunesse et Éducation nationale
En 1986, il devient chargé de mission auprès au cabinet du ministre de l’Éducation nationale, René Monory, puis directeur de cabinet du ministre de 1987 à 1988. Depuis 1986, Michel Roger est aussi inspecteur général de l’Éducation nationale affecté aux disciplines de sciences économiques et sociales.
Lors des élections municipales françaises de 1989, il tente de se lancer en politique et il mène à Poitiers la liste de centre-droit « Ouvrons Poitiers sur l'avenir » — avec pour colistiers notamment Jean-Pierre Raffarin et Jacques Grandon — mais perd l'élection.
De 2002 à 2005, Michel Roger travaille au sein du cabinet de Jean-Pierre Raffarin, alors Premier ministre, en tant que conseiller pour la jeunesse, l'éducation nationale, l'enseignement supérieur et la recherche. De 2005 à 2009 il occupe les fonctions d’inspecteur général de l’Éducation nationale et conseiller du président du conseil général de la Vienne.
En juillet 2009, il rejoint Claudie Haigneré pour la mission de préfiguration du nouvel établissement public regroupant le Palais de la découverte et la Cité des sciences et de l'industrie.

### Ministre d'État de Monaco

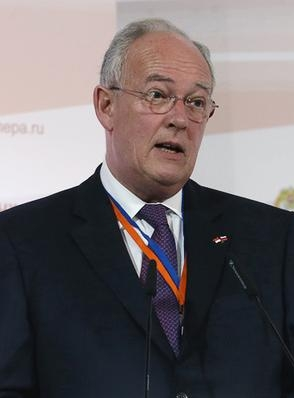
Michel Roger en 2015.

Le 3 mars 2010, le prince Albert II décide de le nommer ministre d’État de la principauté en remplacement de Jean-Paul Proust, démissionnaire pour raison de santé. Il prend ses nouvelles fonctions le 29 mars suivant.
Le 14 décembre 2015, il est victime d'un accident vasculaire cérébral et hospitalisé au CHU de Nice. Il est remplacé à titre intérimaire par Gilles Tonelli, conseiller de gouvernement pour les Relations extérieures.

## Controverses

### Affaire Tamaris
Dans le projet immobilier des Tamaris, il a été publiquement reproché à Michel Roger d'avoir permis l'édification de cet immeuble sur une portion de terrain appartenant au domaine public avant même d'avoir soumis au Conseil national un projet de loi de désaffectation de cette parcelle. Répondant aux objections dirigées contre lui par de nombreux parlementaires lors d'une séance publique du Conseil, Michel Roger a reconnu « L’ordre naturel des choses n’a pas été respecté. C’est notre désir de pouvoir livrer le plus rapidement possible des logements domaniaux qui nous a conduit à agir vite. On a commis une faute et je m’engage à ne pas recommencer ».

### Affaire Gilbert Azibert
Dans l'affaire Gilbert Azibert, il a été entendu comme témoin.

### Affaire Opinion Way
Dans l'affaire connue sous le nom de sondage "Opinion Way", Jean-François Robillon, Président du Conseil national a été inquiété par la justice pour un sondage d'opinion sur la popularité de certaines personnalités politiques monégasques, et son chef de cabinet démis par Michel Roger du poste qu'il occupait par ailleurs dans l'Administration monégasque. Cette affaire a aussi conduit à une citation du Procureur général monégasque pour avoir transmis des informations à Michel Roger, à l'origine notamment de sa décision contre le chef de Cabinet. À l'occasion de cette affaire, Jean-François Robillon a déclaré aux médias qu'il se posait en "martyr" d'une décision politique.

### Affaire Héli-Air Monaco
Dans l'affaire du marché public de la ligne régulière héliportée Monaco-Nice, il a procédé en 2015 à la résiliation du contrat qui liait  depuis 1976 l'État de Monaco à la société Héli-Air Monaco en se prévalant de motifs d'intérêt général pour finalement lancer un appel à candidatures et attribuer cette ligne dans des conditions unanimement stigmatisées par la presse nationale française comme étant douteuses. Selon Libération, le marché aurait en effet été attribué trois heures après l'ouverture des enveloppes contenant les offres des candidats, ce qui était matériellement impossible. La société retenue attributaire à l'issue de la consultation est la société Monacair, présentée comme appartenant à la famille Casiraghi, mais détenue à hauteur de 70 % par une kyrielle de sociétés aboutissant à une fiduciaire de droit suisse dont l'actionnariat est opaque.

### Affaire La Spiaggia
Dans l'affaire de La Spiaggia, il décide la fermeture d'un établissement balnéaire situé dans la zone ultra résidentielle du Larvotto exploité par un restaurateur qui s'oppose publiquement à lui et à la Société des bains de mer de Monaco qu'il estime à l'origine d'une violation de ses droits. Sa décision, vide de toute motivation, intervient sans même attendre l'écoulement du droit d'opposition du Prince. Alors que des juges sont saisis de la validité de ses agissements, il ordonne la démolition des installations, intervenue par voie de bulldozer. Pourtant, entre-temps, usant du pouvoir statutaire qui lui est réservé au sein de cette société, le Prince demande l'inscription d'une résolution à l'Assemblée Générale Ordinaire de ses actionnaires visant à examiner la violation dont ce restaurateur se dit victime. La résolution rétablissant celui-ci dans ses droits est adoptée. par les actionnaires.

### Affaire Monaco Gate
Dans l'affaire du Monacogate, Mediapart révèle que Michel Roger a reçu de nombreuses bouteilles de vin d'une valeur de plusieurs milliers d'euros à la suite de la délivrance d'une carte de séjour par la police monégasque en faveur de Dmitri Rybolovlev. Paul Masseron, Conseiller pour l'intérieur de son gouvernement, a été inculpé de trafic d'influence et de violation du secret d'instruction aux côtés de l'ancien chef de la police monégasque, et du directeur des services judiciaires.

### Affaire du musée de la famille princière
Dans l'affaire du musée de la famille princière et du Centre de l'homme et de la mer, il refuse de respecter les termes d'un protocole conclu quelques mois auparavant avec un promoteur immobilier, portant sur l'édification d'un important programme immobilier. La violation de cet accord donne lieu à une décision avant-dire droit du Tribunal suprême, ouvrant la porte à une condamnation à des dommages et intérêts pour un montant de 430 millions d'euros environ, soit près de la moitié des recettes publiques annuelles.
Tandis qu'un rapport d'expertise judiciaire conclut à un préjudice possible de moins de 10 millions d'euros, la condamnation prononcée contre l'Etat de Monaco s'élèvera à 155 millions d'euros au risque de compromettre les finances publiques.
Un article paru dans Le Parisien informe que l'avocat du promoteur ayant obtenu la décision se trouve être également l'avocat du Président du Tribunal suprême au moment où il plaide cette affaire et qu'il a reversé une partie de ses honoraires à l'avocat du Prince.
Le directeur des services judiciaires de Monaco aurait été évincé de son poste après avoir sollicité l'entraide judiciaire internationale afin de connaitre l'identité du bénéficiaire économique d'un compte bancaire ouvert dans les livres d'une banque à Zurich.

### Affaire des Dossiers du Rocher
Un piratage de correspondances et la mise en ligne de celles-ci révèle qu'il a dévoyé les institutions de la principauté de Monaco en constituant un Cabinet noir — auto-proclamé G4 — composé de l'administrateur de biens du prince, de l'avocat de ses affaires personnelles, du président du tribunal constitutionnel et administratif et du directeur des affaires juridiques du gouvernement.
Ce Cabinet noir se réunissait régulièrement sur convocation de l'un d'entre eux, à l'effet d'anticiper au sein de celui-ci la gestation et la prise de décisions administratives concernant notamment les marchés publics de l'État de Monaco, ou encore l'avancement de certains d'entre eux par des manœuvres de dénigrement des personnes en place.
Deux articles parus dans Le Monde, écrits par Fabrice Lhomme et Gérard Davet, font état d'un « florilège d'interventions, et de répartitions de rôles entre initiés », de réunions occultes au cours desquelles le G4 évoquera des opérations immobilières pour lesquelles des décisions seront prises, alors même que certains de ses membres interviennent en qualité de prestataire de services direct ou indirect pour le compte des promoteurs immobiliers bénéficiaires desdites décisions.

### Affaire de l'opération immobilière Testimonio
Les modalités d'attribution du marché public de l'opération immobilière Testimonio en faveur d'un opérateur proche de l'administrateur des biens du Prince et de l'avocat de celui-ci sont actuellement examinées dans le cadre de plusieurs enquêtes pendantes en France et à Monaco, du fait du contenu des documents mis en ligne dans l'affaire des Dossiers du Rocher[réf. nécessaire].

## Décorations
- Officier de la Légion d'honneur
- Commandeur de l'ordre national du Mérite [15]
- Commandeur de l'ordre des Palmes académiques
- Chevalier de l'ordre du Mérite agricole
- Chevalier de l'ordre des Arts et des Lettres
- Médaille d'honneur de l'administration pénitentiaire, or
- Grand officier de l'ordre de Saint-Charles
- Chevalier grand-croix de l'ordre de l'Étoile d'Italie
- Commandeur de l'ordre de Saint-Grégoire-le-Grand
- Grand-croix de l'ordre sacré et militaire constantinien de Saint-Georges
- Officier de l'ordre national (Burkina Faso)

## Sources
- Notice « Roger (Michel) — né en 1949 » du Who’s Who in France : Dictionnaire biographique de personnalités françaises vivant en France et à l’étranger, et de personnalités étrangères résidant en France, 41e édition pour 2010 éditée en 2009, 2415 pages  (ISBN 978-2-85784-050-3).
- Notice « Roger (Michel) — né en 1949 » du Who’s Who in France : Dictionnaire biographique de personnalités françaises vivant en France et à l’étranger, et de personnalités étrangères résidant en France, 43e édition pour 2012 éditée en 2011, 2307 p., 31 cm  (ISBN 978-2-85784-052-7)